# Interstate 77
L'Interstate 77 (I-77) è un'autostrada statunitense della Interstate Highway che si estende per 981,86 chilometri e collega Columbia con Cleveland passando per Charlotte.